# Silvia Farina Elia
Silvia Farina Elia (Milão, 27 de Abril de 1972) é uma ex-tenista profissional italiana.

## ATP finais

### Simples: 13 (3–10)
| Legenda        |
| Grand Slam (0) |
| Tier I (0)     |
| Tier II (0)    |
| Tier III (3)   |
| Tier IV-V (0)  |

| N. | Data         | Torneio            | Piso   | Oponente       | Placar        |
| 1. | 26 Maio 2001 | Strasbourg, França | Saibro | Anke Huber     | 7–5, 0–6, 6–4 |
| 2. | 25 Maio 2002 | Strasbourg, França | Saibro | Jelena Dokić   | 6–4, 3–6, 6–3 |
| 3. | 24 Maio 2003 | Strasbourg, França | Saibro | Karolina Šprem | 6–3, 4–6, 6–4 |

Vices (10)
| N.  | Data              | Torneio                     | Piso         | Oponente               | Placar            |
| 1.  | 21 Julho 1991     | San Marino                  | Saibro       | Katia Piccolini        | 6–2, 6–3          |
| 2.  | 11 Janeiro 1998   | Auckland, Nova Zelândia     | Duro         | Dominique van Roost    | 4–6, 7–6(9), 7–5  |
| 3.  | 26 Abril 1998     | Budapeste, Hungria          | Saibro       | Virginia Ruano Pascual | 6–4, 4–6, 6–3     |
| 4.  | 19 Julho 1998     | WTA de Varsóvia, Polônia    | Saibro       | Conchita Martínez      | 6–0, 6–3          |
| 5.  | 1 Novembro 1998   | Luxembourg City, Luxemburgo | Carpete (i)  | Mary Pierce            | 6–0, 2–0, retired |
| 6.  | 14 Fevereiro 1999 | Prostějov, Rep. Tcheca      | Carpete (i)  | Henrieta Nagyová       | 7–6(2), 6–4       |
| 7.  | 7 Janeiro 2001    | Gold Coast, Austrália       | Duro         | Justine Henin          | 7–6(5), 6–4       |
| 8.  | 17 Janeiro 2004   | Canberra, Austrália         | Duro         | Paola Suárez           | 3–6, 6–4, 7–6(5)  |
| 9.  | 22 Fevereiro 2004 | Antuérpia, Bélgica          | Duro (i)     | Kim Clijsters          | 6–3, 6–0          |
| 10. | 10 Abril 2005     | Amelia Island, EUA          | Saibro Verde | Lindsay Davenport      | 7–5, 7–5          |

## Confronto vs Tenistas Top 10
Tenistas que foram N. 1 do Mundo estão em destaque.
- Dominique Monami 1-4
- Martina Hingis 1-4
- Lindsay Davenport 1-7
- Dinara Safina 0-2
- Arantxa Sánchez Vicario 0-5
- Serena Williams 1-1
- Maria Sharapova 1-1
- Justine Henin 0-3
- Kim Clijsters 0-6
- Amélie Mauresmo 0-7
- Jelena Janković 2-1
- Elena Dementieva 1-3
- Iva Majoli 0-4
- Jana Novotná 1-5
- Anna Kournikova 3-4
- Flavia Pennetta 1-0
- Nadia Petrova 0-4
- Karina Habšudová 2-1